# El Roble (Panama)
Pour les articles homonymes, voir El Roble.
El Roble est un corregimiento situé dans le district d'Aguadulce, province de Coclé, au Panama. En 2010, la localité comptait 8 369 habitants.